# Chersotis raddei
Chersotis raddei är en fjärilsart som beskrevs av Hugo Theodor Christoph 1877. Chersotis raddei ingår i släktet Chersotis och familjen nattflyn. Inga underarter finns listade i Catalogue of Life.